# Zwarte trui (Ronde van Italië)
De zwarte trui (Italiaans: maglia nera) was een trui die toegekend werd in de Ronde van Italië aan de wielrenner die laatst in het klassement stond. De trui werd slechts een korte periode uitgedeeld, namelijk tussen 1946 en 1951, en daarna in 1967, 2008 en 2019. In 2008 ging het om een zwart rugnummer, bij de edities van 1967 en 2019 werd de trui pas na de laatste etappe uitgedeeld.
De trui is vergelijkbaar met de rode lantaarn in de Ronde van Frankrijk. 

## Geschiedenis

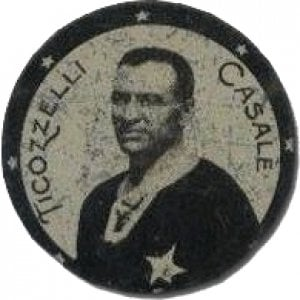
Giuseppe Ticozelli in zijn zwarte voetbalshirt anno 1926.

De oorsprong van deze trui ligt bij de deelname van de Italiaan Giuseppe Ticozzelli aan de Ronde van Italië 1926. Ticozzelli was een voetballer bij AS Casale, maar nam dat jaar deel aan de ronde als onafhankelijke. Hij droeg tijdens de etappes het zwarte shirt van zijn voetbalploeg. Hij reed de eerste drie etappes uit, maar werd aan het einde van de derde etappe aangereden door een motorfiets. Hij finishte nog, maar kon de vierde etappe niet aanvatten.
Bij de hervatting van de Ronde van Italië na de Tweede Wereldoorlog werd besloten een trui in te voeren voor de laatste in het algemeen klassement. Het prijzengeld voor deze trui lag hoger dan dat voor de zesde renner in het algemeen klassement. Net als voor de andere truien, ontstond er ook een strijd om de zwarte trui te winnen. Vooral Luigi Malabrocca, die de trui won in 1946 en 1947, stond bekend voor zijn vastberadenheid om zich de trui toe te eigenen. Door zich te verstoppen in cafés, schuren en achter hagen, of zelfs door hun eigen banden lek te prikken, probeerden de renners zoveel tijd als mogelijk te verspelen, zonder buiten de maximaal toelaatbare tijd te eindigen. Een van de meest iconische momenten vond plaatst tijdens de laatste etappe in 1949. Sante Carollo stond laatste in het klassement, Malabrocca voorlaatste. Malabrocca verdween tijdens de etappe zo lang van de radar van de organisatie, dat wanneer hij de finishlijn bereikt deze al was weggehaald. Hierdoor werd hij in dezelfde tijd geplaatst als de persoon voor hem, waardoor Carollo de trui won. De editie van 1948 werd door Aldo Bini gewonnen, die in eerdere edities ook al vijf etappes wist te winnen. Hij brak zijn hand in het begin van de ronde, waardoor hij zijn focus succesvol verlegde van de roze trui naar de zwarte.

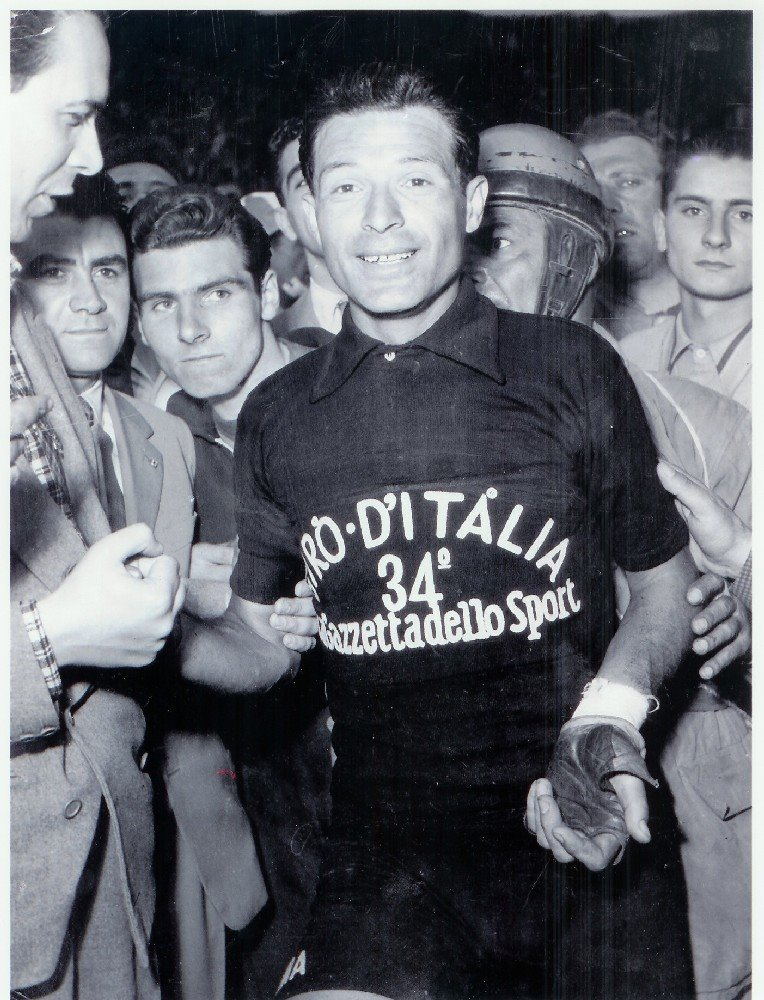
Giovanni Pinarello in de zwarte trui tijdens de Ronde van Italië 1951.

In 1950 en 1951 wonnen respectievelijk Mario Gestri en Giovanni Pinarello, maar in 1952 werd de trui afgeschaft. Ze zou de aanleiding geven aan ongepaste spektakels die niets met het wielrennen te maken hebben.
In 1967 kwam de trui terug voor de vijftigste editie, weliswaar werd deze pas uitgereikt na de laatste etappe. Er was een stevige prijzenpot aan verbonden. Ze werd gewonnen door Lucillo Lievore. In 2008 werd een zwart rugnummer en kaderplaatje geïntroduceerd, ditmaal weliswaar zonder prijs. Dat jaar werd de strijd gewonnen door Markus Eichler. In 2019 keerde de trui voor een laatste keer terug. Ze werd opnieuw pas uitgereikt na de laatste etappe, en werd deze keer gewonnen door Sho Hatsuyama.
Hoewel de trui niet meer bestaat, wordt de term maglia nera wel nog regelmatig gebruikt om de laatste in het klassement te benoemen.

## Winnaars van de zwarte trui in de Ronde van Italië
- 1946:  Luigi Malabrocca
- 1947:  Luigi Malabrocca
- 1948:  Aldo Bini
- 1949:  Sante Carollo
- 1950:  Mario Gestri
- 1951:  Giovanni Pinarello
- 1967:  Lucillo Lievore
- 2008:  Markus Eichler
- 2019:  Sho Hatsuyama

### Per land
| Land             | Zwarte truien |
| ---------------- | ------------- |
| Italië           | 7             |
| Duitsland, Japan | 1             |

Mocht de zwarte trui elke editie bestaan hebben, dan waren de renners in onderstaande tabel de winnaars. Renners in vet werden hierboven al genoemd, en wonnen effectief een zwarte trui of rugnummer. In 1953 finishte de Nederlander Hein van Breenen laatst. Jos van Emden was de volgende Nederlander die als laatste eindigde, in 2011. In 2014 viel de Nederlander Jetse Bol die eer te beurt. In 1999 werd Hendrik Van Dyck, als enige Belg tot nu toe, laatste in het eindklassement.
| Jaar      | Renner                       | Jaar | Renner                 |
| --------- | ---------------------------- | ---- | ---------------------- |
| 1909      | Raffaele Perna               | 1971 | Lucillo Lievore        |
| 1910      | Cesare Turconi               | 1972 | Piero Spinelli         |
| 1911      | Antonio Rotondi              | 1973 | Franco Ongarato        |
| 1913      | Alfredo Corti & Mario Lonati | 1974 | Ercole Gualazzini      |
| 1914      | Umberto Ripamonti            | 1975 | Franco Calvi           |
| 1915-1918 | Niet verreden                | 1976 | Antonio Colpo          |
| 1919      | Francesco Marchese           | 1977 | Ignazio Paleari        |
| 1920      | Nicolino Di Biase            | 1978 | Pietro Algeri          |
| 1921      | Andrea Cazzaniga             | 1979 | Bruno Zanoni           |
| 1922      | Romolo Valpreda              | 1980 | Giuliano Cazzolato     |
| 1923      | Sante Scheri                 | 1981 | Stefan Schropfer       |
| 1924      | Telesforo Benaglia           | 1982 | Enea Montanari         |
| 1925      | Luigi Brivio                 | 1983 | Claudio Girlanda       |
| 1926      | Davide Chiesa                | 1984 | Greg Saunders          |
| 1927      | Paolo Baldieri               | 1985 | Patrizio Gambirasio    |
| 1928      | Giuseppe Borghi              | 1986 | Daniele Asti           |
| 1929      | Giuseppe Borghi              | 1987 | Dante Morandi          |
| 1930      | Giovanni Carnielli           | 1988 | Dante Morandi          |
| 1931      | Alberto Mongiano             | 1989 | Patrizio Gambirasio    |
| 1932      | Tullio Vincenzi              | 1990 | Alessio Di Basco       |
| 1933      | Ettore Meini                 | 1991 | Endrio Leoni           |
| 1934      | Attilio Pavesi               | 1992 | Eros Poli              |
| 1935      | Oreste Boccaccio             | 1993 | Stefano Giraldi        |
| 1936      | Lippolis                     | 1994 | Jürgen Werner          |
| 1937      | Elio Baldini                 | 1995 | Roberto Pelliconi      |
| 1938      | Werner Huber                 | 1996 | Francisco Cerezo       |
| 1939      | Serafino Santamborgio        | 1997 | Marco Antonio Di Renzo |
| 1940      | Francesco Albani             | 1998 | Marco Antonio Di Renzo |
| 1941-1945 | Niet verreden                | 1999 | Hendrik Van Dyck       |
| 1946      | Luigi Malabrocca             | 2000 | Bradley McGee          |
| 1947      | Luigi Malabrocca             | 2001 | Michele Coppolillo     |
| 1948      | Aldo Bini                    | 2002 | Eddy Serri             |
| 1949      | Sante Carollo                | 2003 | Salvatore Scamardella  |
| 1950      | Mario Gestri                 | 2004 | Corrado Serina         |
| 1951      | Giovanni Pinarello           | 2005 | Russell Van Hout       |
| 1952      | Dante Colombo                | 2006 | Carl Naibo             |
| 1953      | Hein van Breenen             | 2007 | Oscar Gatto            |
| 1954      | Hortensio Vidaurreta         | 2008 | Markus Eichler         |
| 1955      | George Decaux                | 2009 | Jevgeni Sokolov        |
| 1956      | Angelo Coletto               | 2010 | Marco Corti            |
| 1957      | Angiolino Piscaglia          | 2011 | Jos van Emden          |
| 1958      | Charles Coste                | 2012 | Miguel Mínguez         |
| 1959      | Antonio Uliana               | 2013 | Davide Appollonio      |
| 1960      | Tonino Domenicali            | 2014 | Jetse Bol              |
| 1961      | Augusto Marcaletti           | 2015 | Marco Coledan          |
| 1962      | Fedele Rubagotti             | 2016 | Jack Bobridge          |
| 1963      | Giuseppe Tonucci             | 2017 | Giuseppe Fonzi         |
| 1964      | Dino Bruni                   | 2018 | Giuseppe Fonzi         |
| 1965      | Alberto Poletti              | 2019 | Sho Hatsuyama          |
| 1966      | Paolo Gelli                  | 2020 | Jonathan Dibben        |
| 1967      | Lucillo Lievore              | 2021 | Riccardo Minali        |
| 1968      | Giuseppe Poli                | 2022 | Roger Kluge            |
| 1969      | Mario Bettazoli              | 2023 | Nicolas Dalla Valle    |
| 1970      | Virgilio Levati              | 2024 | Alan Riou              |

## Andere functies

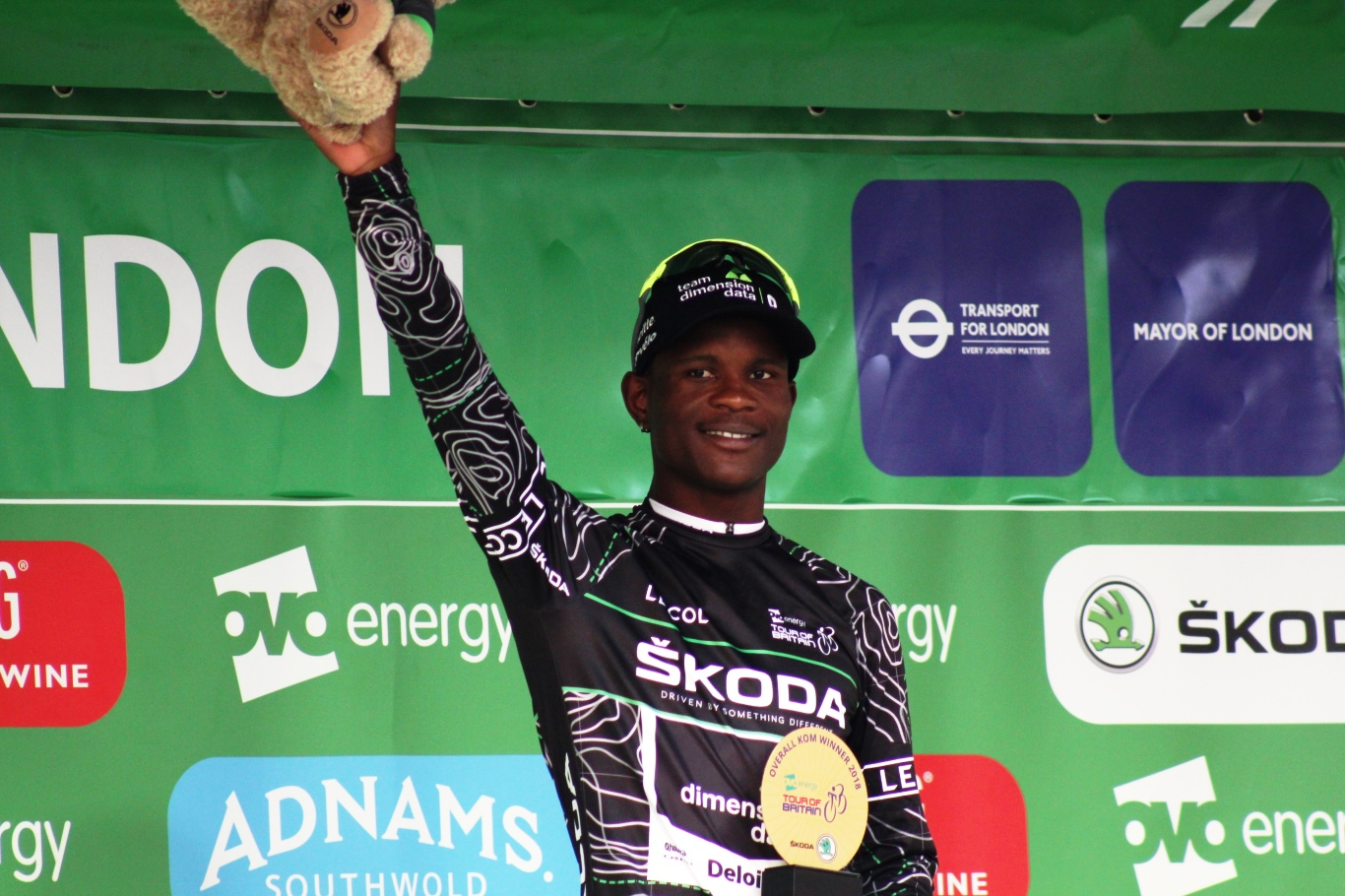
Nicholas Dlamini in de zwarte trui tijdens de Ronde van Groot-Brittannië 2018.

Ook in andere wielerwedstrijden wordt of werd er een zwarte trui uitgereikt. Enkele voorbeelden zijn het bergklassement in de Ronde van Groot-Brittannië, de beste Belgische renster in de Baloise Ladies Tour of het tussensprintklassement in de Ronde van de Verenigde Arabische Emiraten.
 winnaars · 
roze trui · 
  puntenklassement · 
  bergklassement · 
 jongerenklassement · 
 intergiro · 
 ploegenklassement · 
 strijdlust · 
 zwarte trui
Giro d'Italia Next Gen · Giro Donne · Cima Coppi
 Belgische rozetruidragers · etappewinnaars
 Nederlandse rozetruidragers · etappewinnaars
Mannen:
1909 · 
1910 · 
1911 · 
1912 · 
1913 · 
1914 · 
1919 · 
1920 · 
1921 · 
1922 · 
1923 · 
1924 · 
1925 · 
1926 · 
1927 · 
1928 · 
1929 · 
1930 · 
1931 · 
1932 · 
1933 · 
1934 · 
1935 · 
1936 · 
1937 · 
1938 · 
1939 · 
1940 · 
1946 · 
1947 · 
1948 · 
1949 · 
1950 · 
1951 · 
1952 · 
1953 · 
1954 · 
1955 · 
1956 · 
1957 · 
1958 · 
1959 · 
1960 · 
1961 · 
1962 · 
1963 · 
1964 · 
1965 · 
1966 · 
1967 · 
1968 · 
1969 · 
1970 · 
1971 · 
1972 · 
1973 · 
1974 · 
1975 · 
1976 · 
1977 · 
1978 · 
1979 · 
1980 · 
1981 · 
1982 · 
1983 · 
1984 · 
1985 · 
1986 · 
1987 · 
1988 · 
1989 · 
1990 · 
1991 · 
1992 · 
1993 · 
1994 · 
1995 · 
1996 · 
1997 · 
1998 · 
1999 · 
2000 · 
2001 · 
2002 · 
2003 · 
2004 · 
2005 · 
2006 · 
2007 · 
2008 · 
2009 · 
2010 · 
2011 · 
2012 · 
2013 · 
2014 · 
2015 · 
2016 · 
2017 · 
2018 · 
2019 · 
2020 · 
2021 · 
2022 · 
2023 · 
2024 · 
2025
Vrouwen:
1988 · 
1989 · 
1990 · 
1991 ·
1992 ·
1993 · 
1994 · 
1995 · 
1996 · 
1997 · 
1998 · 
1999 · 
2000 · 
2001 · 
2002 · 
2003 · 
2004 · 
2005 · 
2006 · 
2007 · 
2008 · 
2009 · 
2010 · 
2011 · 
2012 ·
2013 · 
2014 ·
2015 ·
2016 ·
2017 ·
2018 ·
2019 ·
2020 ·
2021 ·
2022 ·
2023 ·
2024 ·
2025